# Zebulon Simentov

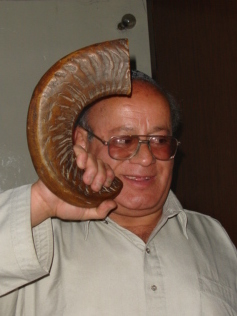
Simentov mit einem Schofar

Zebulon Simentov (paschtunisch und persisch زابلون سیمینتوف; auch Zablon Simintov, * 1960 in Herat, Afghanistan) ist ein ehemaliger Teppichhändler in Kabul und der vermutlich letzte Jude Afghanistans. Er floh am 7. September 2021 einige Wochen nach der Machtergreifung der Taliban in die USA, weniger vor den Taliban, sondern besonders vor dem verbündeten Al-Qaida und dem rivalisierenden, in der Region aktiven IS-K.

## Leben
Nach der Gründung Israels 1948 und der Aufhebung von Ausreisebeschränkungen 1951 wanderten die meisten der damals rund 5000 Juden in Afghanistan in den neuen jüdischen Staat aus. Nach der Sowjetischen Intervention in Afghanistan flüchteten fast alle der 300 verbliebenen Juden. 1996 soll es nur noch rund zehn Personen, meist in der Hauptstadt Kabul, gegeben haben. Während der Herrschaft der Taliban verblieben nur noch zwei Juden im Land: Simentov und der rund 35 Jahre ältere Isaak Levi.
Die beiden letzten Juden Afghanistans waren einander in herzlicher Feindschaft verbunden. Beide lebten im Gebäude der letzten Kabuler Synagoge und betrachteten sich als rechtmäßigen Verwalter des Gotteshauses und Hüter der dortigen, angeblich 400 Jahre alten, handgeschriebenen Torarolle. Beide beschuldigten einander des Tora-Diebstahls und zeigten einander bei den Taliban an, mit der Folge, dass sowohl Simentov als auch Levi zeitweise von den Taliban inhaftiert und gefoltert wurden.
Der ältere Levi war lange Jahre allein für die in den 1960er Jahren erbaute Synagoge zuständig. 1998 zog Simentov mit ein und wurde zunächst von Levi willkommen geheißen. Der Streit begann, als Simentov Levi vorschlug, seiner Familie nach Israel zu folgen, weil das Klima in Kabul mit seinen kalten Wintern für einen älteren Herrn doch unangenehm sei. Außerdem warf er Levi, der muslimischen Frauen die Zukunft weissagte und Liebestränke verkaufte, vor, dass sein Gewerbe gegen die jüdische Religion verstoße. Die Begründungen, mit denen sich Simentov und Levi gegenseitig bei den Taliban anzeigten, reichten vom Betrieb eines Bordells bis zu Spionage. Während ihrer ersten (gemeinsamen) Inhaftierung plünderten die Taliban die Synagoge und stahlen wertvolle Einrichtung, darunter vier silberne Glöckchen und einen silbernen Torazeiger. Als Simentov die Tora nach Israel in Sicherheit bringen wollte, beschuldigte Levi ihn bei den Taliban, er wolle die wertvolle Rolle zum eigenen Nutzen verkaufen. Die Taliban beschlagnahmten daraufhin 1999 auch die umstrittene Tora, die seitdem verschollen ist.
Die rund siebenjährige Feindschaft der letzten beiden afghanischen Juden endete, als Levi Mitte Januar 2005 starb. Simentov fand ihn tot auf dem Boden der Synagoge liegend und erklärte, er sei nicht traurig darüber, im Gegenteil, nun sei er endlich der Anführer.
Simentov lebte zuletzt in großer Armut allein in der verfallenen Kabuler Synagoge. Seinen Teppichhandel musste er 2001 nach einem Überfall der Taliban, bei dem er seine gesamte Habe verlor, aufgeben und betrieb ein Kebab-Restaurant namens „Balkh Bastan“ in der Synagoge. Seine Frau und seine zwei Töchter leben in Israel.
Das konfliktgeladene Verhältnis zwischen Simentov und Levi wurde – angeregt durch die Nachrichtenmeldungen der die US-Truppen begleitenden Reporter über die beiden – zur Vorlage für zwei Theaterstücke: Einmal das Stück Die letzten beiden Juden von Kabul („The Last Two Jews of Kabul“) des Dramatikers Josh Greenfeld; es wurde 2002 in New York aufgeführt, ein anderes Mal die britische Tragikomödie My Brother’s Keeper von Michael Flexer (2006).